# Ejército Republicano Irlandés de la Continuidad
El Ejército Republicano Irlandés de la Continuidad o IRA de la Continuidad (en irlandés: tIRA Leanúnach, también Óglaigh na hÉireann Leanúnach o «Voluntarios de Irlanda de Continuidad»; en inglés: Continuity IRA; CIRA) es una organización paramilitar republicana norirlandesa, que defiende la unificación de toda la isla de Irlanda. El CIRA sigue las ideas de Éire Nua, una propuesta de los años 1970 para establecer un estado federal en Irlanda. Como el IRA original y sus otros antecedentes, el CIRA se considera a sí mismo el ejército nacional de Irlanda. El CIRA está incluido en la lista de organizaciones terroristas en los Estados Unidos y en el Reino Unido.
Desde 2012 está integrado en New Irish Republican Army conocido también como Nuevo IRA o IRA 2012.
A pesar de que el CIRA existía nominalmente durante el periodo de conflicto abierto en Irlanda del Norte conocido como Troubles, la confirmación del grupo solo ocurre después del Acuerdo de Viernes Santo en 1998. CIRA no reconoce el acuerdo, y hasta hoy mantiene la legitimidad de la resistencia violenta a la dominación británica de Irlanda del Norte, postura secundada también por el IRA Auténtico.

## Origen

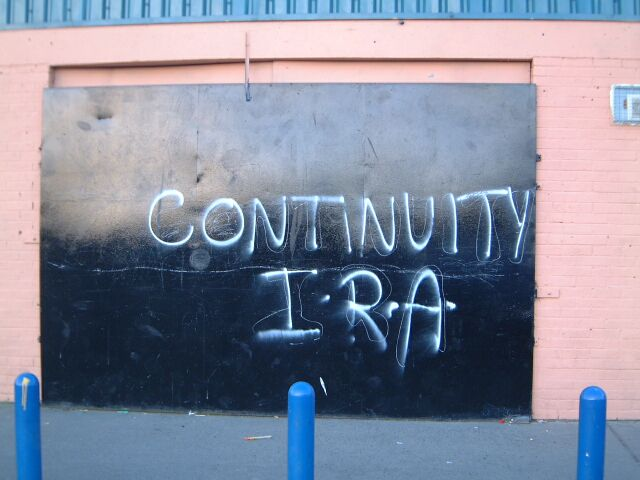
Grafiti del IRA Continuidad

El IRA de la Continuidad es una facción disidente de una organización más conocida, el IRA Provisional (PIRA), y muchos de sus dirigentes fueron veteranos militantes del PIRA. En septiembre de 1986, la Convención General del Ejército (GAC) se reunió para discutir sobre el continuar con el abstencionismo, lo que es la abstención de candidatos respaldados por el IRA y Sinn Féin de ocupar ellos mismos escaños para la Dáil Éireann (la cámara baja del parlamento irlandés). Como en el ard fheis (convención anual) del Sinn Féin alrededor del mismo tiempo, la resolución de permitir una discusión alrededor del abstencionismo había sido aprobada con una mayoría de más de dos tercios del GAC.
Uno de los argumentos por el que los opositores del cambio renunciaron a sus partidarios fue que la asamblea del GAC había sido manipulada por un proceso de gerrymandering por el Ejecutivo del PIRA. (Gerrymandering es la recolocación de delegados de distritos hostiles a un punto de vista para ganar una votación torcida en favor del otro lado.) Los partidarios del cambio crearon distritos de tres condados como Sligo-Roscommon-Longford y Wicklow-Wexford-Waterford para que la votación respecto a la propuesta fuera ventajosa para ellos. 

### Tom Maguire y el bautismo de fuego del CIRA
En esos esfuerzos de ganar legitimidad, ambos bandos se pusieron en contacto con el anciano exmilitante Tom Maguire, que había desempeñado puestos de jefatura en el IRA histórico desde su fundación en la década de 1910, para obtener su bendición a cambio. El presidente del Sinn Féin, Gerry Adams, fracasó en convencer a Maguire, mientras que este aprobó la posición de Ó Brádaigh. Maguire abogaba en favor del abstencionismo con estas palabras:

. . . «El abstencionismo era un reglamento fundamental en el republicanismo, una cuestión moral de principios. El abstencionismo daba al movimiento legitimidad, el derecho a hacer la guerra, y a hablar en el nombre de una República casi establecida en los corazones del pueblo.»

El apoyo de Tom Maguire, que en 1969 con su propia voluntad y palabra inclinó el equilibrio en favor de los provisionales durante la división entre estos y el IRA Oficial, ayudó a fortalecer la facción de Ruairí Ó Brádaigh, aunque no hasta el mismo punto que en 1969. La mayoría de los militantes provos quedaron en el grupo anterior cuando la minoría siguió hacia el CIRA. Maguire designó a la jefatura de los provos disidentes el título de Consejo Militar de Continuidad (IRA Continuity Army Council; CAC). Este es el origen del apodo de IRA de la Continuidad.

### Repetición en elArd Fheis
Como resultado del discutido triunfo de Gerry Adams en el GAC, ocurrió una decisión similar en el ard fheis (convención anual) del Sinn Féin (SF) en Mansion House. Los delegados leales al CAC se retiraron de la Asamblea del SF y establecieron el Sinn Féin Republicano (RSF) el mismo día. Los enlaces entre el RSF y el CIRA, aunque son negados por ambas organizaciones, son fuertes, si no existe una unión total entre ellos. Lo que es conocido fueron las coincidencias entre los militantes de ambas organizaciones, por ejemplo el primer jefe de Estado Mayor del CIRA, Dáithí Ó Conaill, fue el que sirvió además como el primer presidente del consejo de RSF en 1986-87.

## Fuerza
La base del grupo se encuentra en las áreas de Munster y el Úlster. El liderazgo del grupo se radica en Limerick, y se sospecha que otros de sus dirigentes también proceden de esa área. Según el gobierno estadounidense, el CIRA consta de menos de 50 miembros activos. En un debate en la Dáil Éireann del 23 de julio de 2005, el ministro de Justicia irlandés Michael McDowell dijo que:

«Con respecto al CIRA, la Comisión de Supervisión Internacional (IMC) de los gobiernos británico e irlandés dice que ha seguido activo esporádicamente. El CIRA ha iniciado alguna reorganización, en particular en su estructura de comando, lo que la IMC cree que pueda indicar una voluntad de incrementar su nivel de actividad. El CIRA continua reclutando nuevos miembros y adiestrando(los), incluso en el manejo de rifles y explosivos, y haciendo esfuerzos por aumentar su habilidad en ingeniería, en particular con respecto a los explosivos y su acceso a armamentos. Dos miembros del CIRA fueron detenidos en enero de 2005 bajo carga de poseer un aparato explosivo para un coche bomba. La IMC sigue diciendo que el CIRA no tiene interés en un alto el fuego, y que cree en sus planes de continuar el terrorismo y otros crímenes, quizá más que en el pasado reciente.

Con ayuda del IRA Auténtico, el CIRA se ha podido aprovisionar de armas en los Balcanes, además de robar algunas armas del arsenal decomisado al IRA Provisional.

## CIRA y la campaña armada
En un principio, las células del PIRA leales al Consejo Militar de Continuidad no realizaron atentados independientes, y siguieron tomando parte en las actividades generales de los Troubles. En 1998 los partidos mayoritarios en los Troubles firmaron el Acuerdo de Viernes Santo. Una mayoría aplastante de la población en Irlanda del Norte (71.1%) y la República de Irlanda (94.4%) aprobaron al acuerdo en el referendo. Entre los firmantes estaban Gerry Adams y Martin McGuinness del Sinn Féin, dos figuras que de hecho atrajeron al resto del IRA Provisional por el camino de las negociaciones. Los leales al Consejo Militar de Continuidad, ya organizados como una facción autónoma, se fueron del PIRA y aparecieron como el primer grupo en rechazar el reconocimiento tanto el acuerdo como el referendo. El CIRA alegaba que hubiera sido mejor si el referendo hubiera planteado la cuestión del estatus último de Irlanda del Norte, y no como había sido realizado, siendo en su opinión una simple confirmación del proceso.
El CIRA no se dio a conocer inicialmente con ese nombre, y la Garda Síochána (policía de la República de Irlanda) se refería a él como Irish National Republican Army (Ejército Republicano Nacional Irlandés, INRA) a pesar de que ese jamás había sido el nombre del grupo. Un grupo disidente del CIRA se distanció del grupo inicial en 2006, tomando el nombre genérico tradicional de todos los IRA en irlandés, Óglaigh na hÉireann; este es un grupo de tamaño insignificante, y no tiene diferencias mayores con CIRA. Hay pruebas que el CIRA y el INLA (grupo armado republicano de inclinación ultraizquierdista que se desarmó en 2009) han cooperado en sus actividades terroristas.

## Actividades y ataques
El CIRA rechaza reconocer el Acuerdo de Viernes Santo, por lo que mantiene su actividad armada. El primer ataque terrorista del CIRA ocurrió el 13 de julio de 1996, cuando un coche bomba compuesto de 1.200 libras (544 kilos) de explosivos improvisados fue detonado junto al Kilyhelvin Hotel en Enniskillen, en el Condado de Fermanagh (la parte sudoeste de Irlanda del Norte). En la explosión resultaron heridas 17 personas.
El CIRA se ha visto envuelto en numerosos atentados con bomba y tiroteos y además ha participado en secuestros, extorsiones y robos. Los objetivos del CIRA han sido militares británicos y policías (especialmente del RUC y, tras la desaparición de este cuerpo, del PSNI), así como acciones de represalia contra paramilitares lealistas o unionistas.
El 10 de marzo de 2009 muere tiroteado un policía en Craigavon. La acción fue reivindicada por el CIRA, siendo la primera baja mortal ocasionada por este grupo terrorista.
En julio de 2012 los grupos disidentes más importantes del IRA contrarios a la paz al no haber alcanzado el objetivo principal (que Irlanda del Norte se una a Irlanda del Sur y que toda la Isla de Irlanda sea una única nación sin que tenga nada que ver el Reino Unido) anunciaron que se unían en un solo grupo con el objetivo de volver a hacer diversas acciones con el objetivo de que la causa del IRA no se olvide.

### IRA 2012
- El nuevo IRA está integrado por el Ejército Republicano Irlandés Auténtico (IRA Auténtico) (inglés: Real Irish Republican Army, Real IRA (RIRA/rIRA) o True IRA; en gaélico irlandés: Fíor-IRA) o, según su propia denominación Óglaigh na hÉireann ("Voluntarios de Irlanda" en irlandés), una escisión del IRA Provisional (PIRA); la Acción Republicana Contra las Drogas (RAAD), formada por excombatientes del PIRA que iniciaron una batalla contra el narcotráfico, sobre todo en la ciudad de Derry; por las Facciones Republicanas Independientes, una amalgama de distintos grupos de combatientes católicos; y por Ejército Republicano Irlandés de la Continuidad.[19]
- Nuevo IRA-IRA 2012 (IRA), es el único grupo paramilitar activo que pide la reunificación de Irlanda y su total independencia del Reino Unido. Formada por la unión en julio de 2012 de Ejército Republicano Irlandés Auténtico (IRA Auténtico), una escisión del IRA Provisional (PIRA); la Acción Republicana Contra las Drogas (RAAD), formada por excombatientes del PIRA que iniciaron una batalla contra el narcotráfico, sobre todo en la ciudad de Derry; por las Facciones Republicanas Independientes, una amalgama de distintos grupos de combatientes católicos; y por Ejército Republicano Irlandés de la Continuidad.[20] En la actualidad el IRA 2012 está incluido por las autoridades dentro del propio Ejército Republicano Irlandés Auténtico con el nombre de Nuevo IRA. Este grupo no acepta los acuerdos de Viernes Santo de 1998 y sigue reclamando la validez de la lucha armada para reunificar Irlanda.[21]